# 内務卿
内務卿（ないむきょう、Lords of Home Affairs）は、日本の明治時代において太政官制に基づく卿。
内務省を指揮監督し、事実上の首相格であった。後身は内務大臣（ないむだいじん、Minister of Home Affairs）。

## 概要
1873年（明治6年）征韓論がきっかけとなった政変（明治六年政変）を機に大久保利通が主導して太政官の下に「内務省」を新設し、自ら内務卿となった。
内閣制度が成立するまでは、内務卿が実質的な首相であった。
大蔵省、司法省、工部省から、戸籍、土木、駅逓、地理、勧農、警察、測量などの業務が「内務省」に移され、検閲機能も加えて、地方行政と治安維持を担当する体制が整えられた。
これにより、地方行財政・警察・土木・衛生・国家神道など、大蔵・司法・文部各省を除く内政のほとんどを掌握した。
後に内閣制度における、内務大臣となった以後も、第二次大戦敗戦後のGHQによる内務省の解体・廃止に至るまで、内閣総理大臣に次ぐ副首相格のポストとみなされていた。

## 内務卿の一覧
| 代  | 内務卿     | 内務卿 | 出身党派          | 在任期間                                                | 在任期間    | 備考                      |
| --- | ---------- | ------ | ----------------- | ------------------------------------------------------- | ----------- | ------------------------- |
| 001 | 大久保利通 |        | 藩閥 （旧薩摩藩） | 1873年（明治6年）11月29日 - 1874年（明治7年）2月4日     | 67日        | 第3・5代内務卿            |
| 002 | 木戸孝允   |        | 藩閥 （旧長州藩） | 1874年（明治7年）2月14日 - 1874年（明治7年）4月27日     | 72日        |                           |
| 003 | 大久保利通 |        | 藩閥 （旧薩摩藩） | 1874年（明7）4月27日 - 1874年（明治7年）8月2日          | 97日        | 初・5代内務卿             |
| 004 | 伊藤博文   |        | 藩閥 （旧長州藩） | 1874年（明治7年）8月2日 - 1874年（明治7年）11月28日     | 118日       | 第6代内務卿               |
| 005 | 大久保利通 |        | 藩閥 （旧薩摩藩） | 1874年（明治7年）11月28日 - 1878年（明治11年）5月14日   | 3年 + 167日 | 初・3代内務卿在任中に死去 |
| 006 | 伊藤博文   |        | 藩閥 （旧長州藩） | 1878年（明治11年）5月15日 - 1880年（明治13年）2月28日   | 1年 + 289日 | 第4代内務卿               |
| 007 | 松方正義   |        | 藩閥 （旧薩摩藩） | 1880年（明治13年）2月28日 - 1881年（明治14年）10月21日  | 1年 + 235日 |                           |
| 008 | 山田顕義   |        | 藩閥 （旧長州藩） | 1881年（明治14年）10月21日 - 1883年（明治16年）12月12日 | 2年 + 52日  |                           |
| 009 | 山縣有朋   |        | 藩閥 （旧長州藩） | 1883年（明治16年）12月12日 - 1885年（明治18年）12月22日 | 2年 + 10日  | 廃止                      |